# Cordonata Capitolina
La cordonata Capitolina es una cordonata o calle en pendiente, formada por grandes elementos de piedra o ladrillo que la hace similar a una escalera. Se encuentra en Roma, en el distrito de Campitelli. Se conecta con la plaza del Capitolio con la plaza d'Aracoeli, y fue diseñada por Miguel Ángel en el siglo XVI,  por encargo del papa Pablo III, dentro de los trabajos de renovación del Capitolio.
La cordonata Capitolina, de fácil acceso y tránsito fue pensada para el paso de hombres a caballo, se amplia ligeramente hacia arriba, después, pusieron las grandes esculturas de los Dioscuros, (Castor y Pólux), y el grupo escultórico conocido como I Trofei di Mario.
Dos estatuas de leones adornan la escalera en la base, mientras que en la mitad se encuentra la estatua de Cola di Rienzo, diseñada por Girolamo Masini en 1887 justo en el sitio que fue ejecutado.